# Aneka
Aneka (* 20. November 1954; eigentlich Mary Sandeman) ist eine schottische Sängerin. 1981 gelang ihr mit dem Popsong Japanese Boy ein internationaler Hit. Andere ihrer Lieder sind hingegen dem Folk zuzuordnen und in gälischer Sprache gesungen.

## Biografie
Mary Sandeman begann ihre Karriere in den 1970er Jahren als Folk-Interpretin. Ihr Debütalbum Introducing Mary Sandeman erschien 1979.
1981 vollzog sie einen Stilwechsel und es erschien die Single Japanese Boy und das gleichnamige Album unter dem asiatisch klingenden Pseudonym Aneka, das die asiatischen Anklänge der Synthiepop-Single unterstreicht. Sie erreichte europaweit hohe Chartplatzierungen und war Nummer 1 unter anderem in Großbritannien und Nordirland, der Schweiz und Belgien. Die LP unter dem Pseudonym Aneka war in Belgien, England, Schweden, in der Schweiz sowie in Deutschland erfolgreich. Neil Ross war bei der Produktion behilflich, die Songs wurden von Bobby Heatlie geschrieben. Aneka blieb ihrem Pseudonym und ihren zum Markenzeichen gewordenen Geisha-artigen Outfits auch für die nächste Single-Auskopplung Little Lady treu. Der Song brachte es in Österreich und Deutschland unter die Top 10.
Ein Jahr später folgte mit Ooh Shooby Doo Doo Lang noch ein kleinerer Hit. Inzwischen hatte Aneka auch den Kimono abgelegt und präsentierte sich in Hosenanzügen im Stil der 1920er Jahre. Die Nachfolgesingle erschien im größten Teil des europäischen Marktes mit dem Titel I was free als A-Seite und dem Titel Alister McColl auf der B-Seite, während in Frankreich das rockige Alister McColl die A-Seite gab. Die Veröffentlichungen blieben weitgehend ohne Erfolg.
Mit Rose, Rose I Love You und Heart to beat erschienen 1983 noch zwei weitere Singles unter dem Pseudonym Aneka, für die man auf ein zugehöriges optisches Image der Interpretin vollends verzichtete und auf denen auch der für die früheren Veröffentlichungen typische hohe Gesang weitgehend fehlt.
Im Anschluss konzentriert sich Mary Sandeman wieder auf schottischen Folk. Nach ihrem Rückzug aus dem Musikgeschäft in den 1990er Jahren arbeitete sie als Teilzeit-Fremdenführerin in der schottischen Stadt Stirling.

## Diskografie

### Alben
- 1981: Japanese Boy (Albumtitel in Frankreich: Aneka)

### Singles und EPs
- 1981: Japanese Boy
- 1981: Little Lady
- 1982: Ooh Shooby Doo Doo Lang
- 1982: I Was Free / Alister McColl
- 1982: Alister McColl / I Was Free (Frankreich)
- 1983: Rose, Rose I Love You
- 1983: Heart to Beat

## Auszeichnungen für Musikverkäufe
| Platin-Schallplatte - Frankreich - 1981: für die Single Japanese Boy |

Anmerkung: Auszeichnungen in Ländern aus den Charttabellen bzw. Chartboxen sind in ebendiesen zu finden.
| Land/RegionAuszeichnungen für Musikverkäufe (Land/Region, Auszeichnungen, Verkäufe, Quellen) | Silber  | Gold  | Platin  | Verkäufe | Quellen           |
| -------------------------------------------------------------------------------------------- | ------- | ----- | ------- | -------- | ----------------- |
| Deutschland (BVMI)                                                                           | —       | Gold1 | —       | 250.000  | musikindustrie.de |
| Frankreich (SNEP)                                                                            | —       | —     | Platin1 | 500.000  | infodisc.fr       |
| Vereinigtes Königreich (BPI)                                                                 | Silber1 | —     | —       | 250.000  | bpi.co.uk         |
| Insgesamt                                                                                    | Silber1 | Gold1 | Platin1 |          |                   |